# Gustavo Nielsen

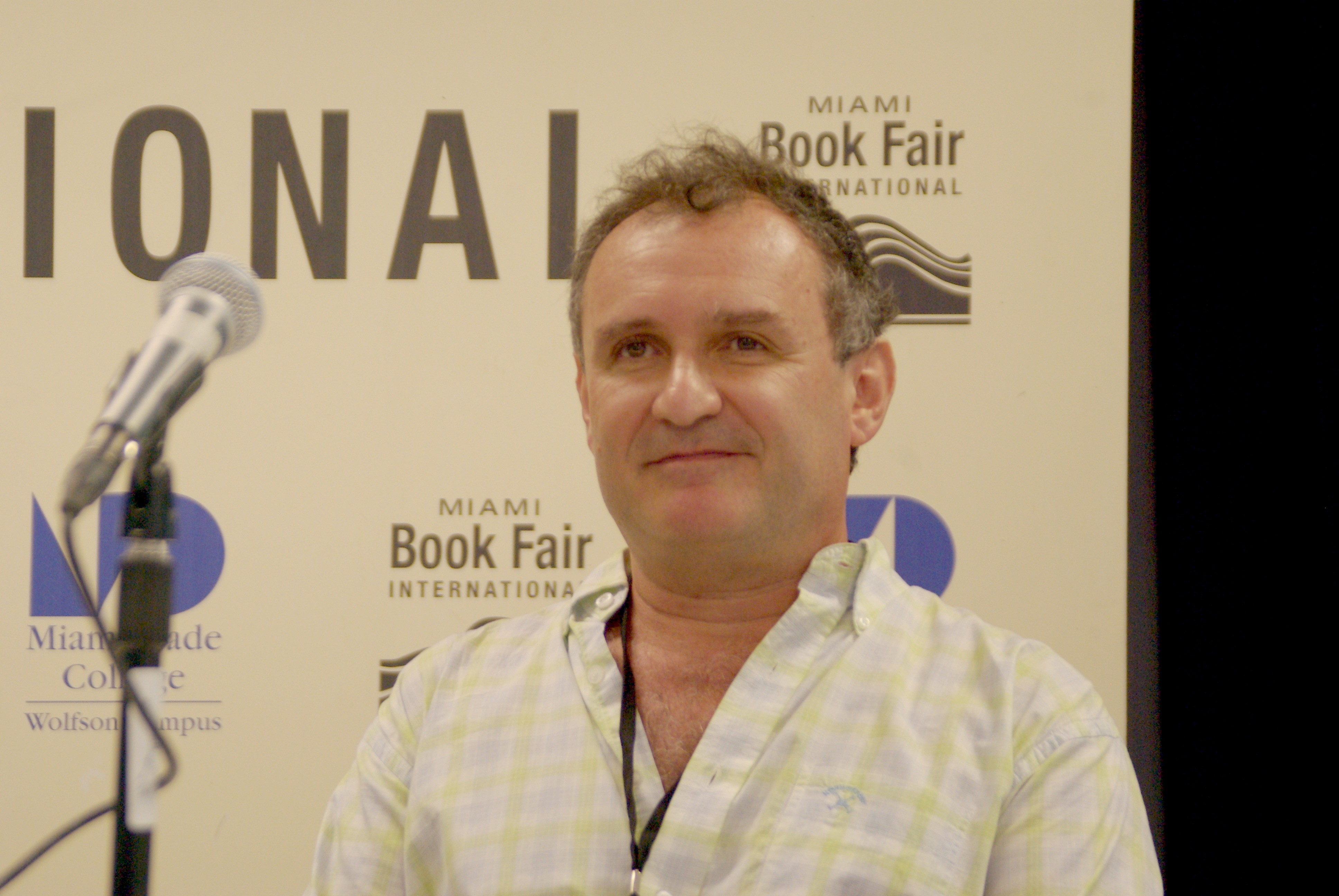
Gustavo Nielsen na Miami Book Fair International (2011)

Gustavo Nielsen (ur. 1962 w Buenos Aires) – argentyński pisarz.
Z wykształcenia i zawodu jest architektem. Pracował w Buenos Aires, Córdobie, San Luis i Montevideo. Jako pisarz debiutował w 1994 zbiorem opowiadań Playa quemada. Pierwszą powieść – La flor azteca – opublikował w 1997 roku. Inne jego powieści to El amor enfermo, Auschwitz, El corazón de Doli i La otra playa. Jest także autorem zbiorów opowiadań zatytułowanych Marvin, Adiós, Bob orazLa fe ciega. Jest autorem grafik do swoich książek. W Polsce ukazała się jedna książka jego autorstwa, powieść Auschwitz z 2004. Jej akcja rozgrywa się współcześnie w stolicy Argentyny, zawiera elementy z pogranicza horroru i fantastyki.